# 국립산청호국원
국립산청호국원(國立山淸護國園, Sancheong National Cemetery)은 참전용사와 장기복무 제대군인 등 국가에 헌신한 유공자의 유해를 안장하기 위해 설립된 대한민국 국가보훈부 소속의 국립묘지로 경상남도 산청군 단성면 목화로170번길 57에 위치하고 있다. 2006년 3월 「향군 참전군인묘지 조성사업계획」을 수립 및 부지매입 , 기본설계를 실시하여 2015년 4월 2일에 개원 하였으며, 영천호국원(2001년 4월 27일 준공), 임실호국원(2002년 4월 30일 준공), 이천호국원(2008년 4월 30일 준공)에 이어 네 번째이며, 국립산청호국원장은 서기관이나 기술서기관으로 보한다.

## 연혁
- 2006년 3월 조성계획 수립, 부지매입, 기본설계 실시 (2004.02.~ 2006.03.)
- 2007년 4월 호국원 조성사업 계획 제안서 제출
- 2011년 4월 『실시계획』 인가
- 2012년 3월 산청호국원 착공
- 2013년 3월 미수용 토지에 대한 토지수용 재경 결정
- 2013년 12월 토목공사 등 공사 수행
- 2015년 4월 개원
- 2015년 6월 준공인가

## 조직

### 국립산청호국원장

#### 관리과장
- 총무팀장
- 시설팀장

#### 현충과장
- 전례팀장
- 현충팀장

## 같이 보기
- 국립영천호국원
- 국립임실호국원
- 국립이천호국원
- 국립대전현충원
- 국립서울현충원
- 국립망향의동산